# Kanton Viriat
Viriat is een voormalig kanton van het Franse departement Ain. Het kanton maakte deel uit van het arrondissement Bourg-en-Bresse. Het werd opgeheven bij decreet van 13 februari 2014, met uitwerking op 22 maart 2015.

## Gemeenten
Het kanton Viriat omvatte de volgende gemeenten:
- Buellas
- Montcet
- Polliat
- Saint-Denis-lès-Bourg
- Vandeins
- Viriat (hoofdplaats)